# Magnus Lindman
Lars Magnus Lindman, född 21 mars 1960 i Oscars församling i Stockholm, är en svensk dramaturg och översättare.

## Biografi
Under 1980- och 1990-talen var Magnus Lindman verksam som skådespelare på den fria teatergruppen Mandrillen i Stockholm. Sedan 1998 är han dramaturg på Radioteatern och sedan 2014 även vid Folkteatern i Göteborg. Han översätter dramatik från framförallt tyska, men även engelska. Han översätter åt såväl Radioteatern som scenteatrar och opera, framförallt Folkoperan. Han har översatt flera dramer av Elfriede Jelinek och därutöver bland andra Ödön von Horvath, Thomas Bernhard, Peter Handke, Bertolt Brecht, Friedrich Schiller, Franz Xaver Kroetz, Georg Büchner, Marius von Mayenburg och Anja Hilling. Magnus Lindman har gjort flera dramatiseringar åt Teater Tribunalen, däribland Allas krig mot alla And Fuck You Too, Mr Hobbes 2010, efter Thomas Hobbes filosofiska verk Leviathan, i regi av Frida Röhl. År 2009 skrev han librettot Näsflöjten åt Vadstena-Akademien, i regi av Stina Ancker och med Fredrik Österling som kompositör. År 2013 gjorde han en dramatisering av Johann Wolfgang von Goethes Den unge Werthers lidanden åt Kungliga Dramatiska Teatern. Föreställningen som regisserades av Örjan Andersson spelades på Elverket. Lindman är en återkommande gäst i panelen i radioprogrammet Musikrevyn som sänds i P2 om söndagarna.

## Priser och utmärkelser
- 2016 – Stiftelsen Natur & Kulturs översättarpris[2]